# Alekhin (månkrater)
Alekhin är en nedslagskrater som ligger i den södra hemisfären på den bortre sidan av månen (den del som aldrig är vänd mot Jorden). Den ligger norr om kratern Zeeman och syd-sydöst om kratern Fizeau. Till väst ligger kratern Crommelin och till öst-sydöst är kratern Doerfel. 
Kratern är uppkallad efter den sovjetiske ingenjören Nikolai Alekhin.
Alekhins kraterrand har på grund av upprepade nedslag blivit eroderad till den punkt att kanten endast är lite mer än en böjd upphöjning i ytan. Den yttre kraterväggen är fullständigt täckt av det överliggande kraterparet Dawson, över den nordvästra kraterranden och Dawson D på den norra kraterranden. Den södra kraterranden är i jämförelse med den nordöstra kraterranden något tydligare markerad med urholkningar och ojämnheter på ytan. På kratergolvet är det ett antal mindre kratrar. 

## Satellitkratrar
På månkartor är dessa objekt genom konvention identifierade genom att placera ut bokstaven på den sida av kraterns mittpunkt som är närmast kratern Alekhin.
| Alekhin | Latitud | Longitud | Diameter |
| ------- | ------- | -------- | -------- |
| E       | 67.2° S | 124.1° V | 38 km    |